# Fagonia densa
Fagonia densa är en pockenholtsväxtart som beskrevs av Ivan Murray Johnston. Fagonia densa ingår i släktet Fagonia och familjen pockenholtsväxter. Inga underarter finns listade i Catalogue of Life.